# Ketchum Ridge
Ketchum Ridge är en bergstopp i Antarktis. Den ligger i Östantarktis. Nya Zeeland gör anspråk på området. Toppen på Ketchum Ridge är 615 meter över havet, eller 1 meter över den omgivande terrängen. Bredden vid basen är 0,02 km.
Terrängen runt Ketchum Ridge är varierad, och sluttar brant österut. Trakten är obefolkad. Det finns inga samhällen i närheten. 